# 懷特棘花鮨
懷特棘花鮨（学名：Plectranthias whiteheadi），又稱懷特棘花鱸、槐氏棘花鮨、怀特氏棘花鲈），為輻鰭魚綱鱸形目鱸亞目鮨科棘花鮨属的其中一種鱼类。

## 分布
分布於西太平洋區的台灣高雄及阿拉弗拉海Kai群島等海域。该物种的模式产地在卡伊群岛、印度尼西亚。

## 外形和習性
它体长可达7.7 - 8公分，棲息深度約236公尺，生活在大陸棚，為底棲性魚類，屬肉食性，生活習性不明。

## 擴展閱讀
維基物種上的相關：懷特棘花鮨